# یوسف ضیا طالب‌زاده
یوسف ضیا طالب زاده و یا یوسف طالب‌زاده تفلیسی (۱۱ اکتبر ۱۸۷۷ تفلیس - ۱۸ می ۱۹۲۳ خوارزم) — آموزگار، سیاست مدار، درام نویس و نظامی آذربایجانی.
او مؤلف آثار درام «ارمنوسه» و «امیر خالد ابن ولید» و ده‌ها کتاب دیگر است. در روزنامه‌ها و مجلاتی که در آن زمان منتشر می‌شد، مقاله‌های تبلیغاتی می‌نوشت.
او در جنگ‌های بالکان و جنگ جهانی اول شرکت کرده‌است. در جنگ‌های بالکان رهبری داوطلبان آذربایجانی را بر عهده داشته‌است. در ارتش عثمانی دارای درجه ای سرهنگی بوده‌است. در سال ۱۹۱۸ همراه با اردوی اسلام قفقاز برای آزادسازی شهر باکو به آذربایجان آمد.

## زندگی و تحصیل
یوسف ضیا طالب زاده در ۲۲ ژانویهٔ سال ۱۸۷۷ در محلهٔ شیطان‌بازار تفلیس به دنیا آمده‌است. تحصیلات ابتدایی را در مدرسهٔ رشدیهٔ ادارهٔ مسلمانان قفقاز واقع در شهر تفلیس گذرانده‌است. در سال ۱۸۹۴ همراه با خانواده‌اش به خراسان مهاجرت کرده‌است. یوسف که در خراسان به تحصیل ادامه می‌داد تحت تأثیر استاد ارومیه ای خود یوسف ضیاء قرار گرفت و لقب «ضیاء» را برای خود انتخاب کرد. او طبق خواستهٔ پدرش ادامهٔ تحصیل خود را در مدرسهٔ دینی میرزا جعفر گذراند و در آخر او تحصیلات خود را در بغداد به اتمام رسانید. در دوران تحصیل خود زبان‌های ترکی، عربی، فارسی و روسی را به‌طور کامل فرا گرفت. در سال ۱۸۹۹ همراه با مادرش به تفلیس بازگشت. در آنجا او در آزمون ادارهٔ مسلمانان قفقاز شرکت کرده و به موفق به دریافت به اجتهاد رسید. با اینکه برای خدمت به مسجد شاه عباس منصوب شده بود از این کار خودداری کرده و در سال ۱۹۹۰ به باکو رفت.

## فعالیت

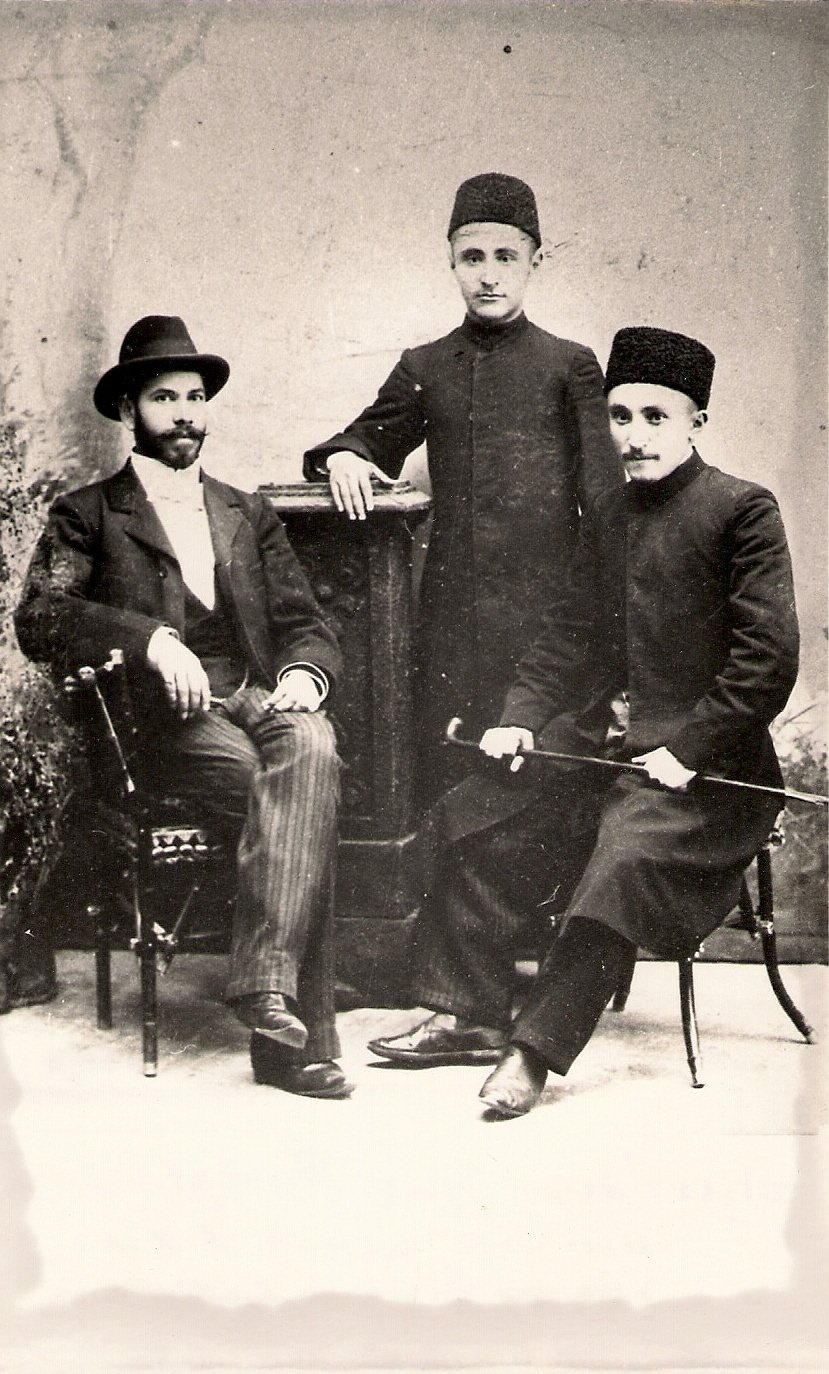
میرزا تقی رضایف، عبدالله شایق و یوسف ضیا طالب زاده. تفلیس سال ۱۹۰۳

بعد از آمدن به باکو در ۱۵ سپتامبر سال ۱۹۰۰ با امتحان گزینش را با موفقیت گذراند و به عنوان معلم دینی در مدرسهٔ روس-تاتار شروع به فعالیت کرد. او در باکو با افرادی همچون حاجی زین‌العابدین تقی‌یف، نریمان نریمانوف و حبیب بگ محمودبگ‌اوف آشنا شد. کتاب‌های او با مضامین «تحصیل قواعد» مربوط به دستور زبان ترکی آذربایجانی در سال ۱۹۰۱، «هدیهٔ نسوان» مربوط به تحصیل و تربیت زنان در دنیای اسلام در سال ۱۹۰۳، «شرح احوال حاجی زین العابدین تقی‌یف که با سخاوت و ثروت شناخته می‌شود»، «معلم الشریعه»، «تعلم الشریعه» در سال ۱۹۰۴، «حقیقت اسلام» در سال ۱۹۰۵، «تاریخ اسلام» در سال ۱۹۰۷، «نامه‌های ترکیه» در سال ۱۹۱۳ چاپ شده‌است. در سال‌های ۱۹۰۰ تا ۱۹۱۰ بیش از ۱۰ کتابچه و رسالهٔ او که مرتبط با اسلام بود در انتشارات مختلفی در باکو چاپ شده‌است. کتاب «معلم الشریعه» سه بار در سال‌های ۱۹۰۳، ۱۹۰۸، ۱۹۰۹ منتشر شده‌است. او کتاب «نادرشاه» نوشتهٔ نریمان نریمانوف را به فارسی ترجمه کرده‌است. او در سال ۱۹۰۴ در باکو نقشه‌ای به اسم “ نقشهٔ تاریخ اسلام و مکان‌های مربوط به تاریخ انبیا و نقشهٔ ممالک اسلامی“ منتشر کرده‌است.
وی علاوه بر فعالیت‌های علمی و آموزشی، در روزنامه‌ها و مجلاتی که در آن زمان منتشر می‌شد، مقالات روزنامه‌نگاری نیز منتشر می‌کرد. از سال ۱۹۰۳ در روزنامهٔ «شرق روس» مقالاتی از او در مورد دین اسلام منتشر شده‌است. هم چنین از سال ۱۹۰۵ تا ۱۹۱۳ مجلات او از جمله «حیات»، «ارشاد»، «فیوضات»، «ترقی»، «یئنی فیوضات» و «شلاله» با نام آخوند یوسف طالب‌زاده نشر شده‌است.
پس از اینکه قرآن برای اولین بار توسط میرمحمد کریم میرجعفرزاده به آذربایجانی ترجمه شد، با حمایت مالی حاجی زینال الدین تقی‌یف به چاپ رسید. یکی از کتاب‌های چاپ شده به عنوان هدیه برای سلطان عثمانی عبدالحمید دوم فرستاده شد. مأموریت فرستادن این هدیه و نامه حاجی زینال الدین تقی اف به سلطان به یوسف ضیاء طالب زاده محول می‌شود. بر اساس مقاله ای که نقی بیگ شیخ زمانلی در سال ۱۹۵۷ نگاشته‌است، این کتاب هدیه با سنگ‌های قیمتی و الماس به ارزش ۴۰۰۰ لیر طلا تزئین شده‌است. بر اساس مقاله ای که کمال طالب زاده در سال ۱۹۹۲ نوشته‌است، ۵۰ عنوان از این کتاب‌ها با آب طلا چاپ شده‌است. جلد کتاب تحفه از نقرهٔ ضخیم است و در وسط آن عبارت «لا اله الا الله محمد رسول الله» نوشته شده‌است.
یوسف ضیا از سال ۱۹۱۰ بیشتر به فعالیت‌های اجتماعی و سیاسی پرداخت. او در سال ۱۹۱۰ اثر خود را با عنوان «نامه‌های ترکیه» دربارهٔ روزهای اقامتش در ترکیه منتشر کرد. او درام‌های «ارمنوسه» و «امیر خالد ابن ولید» را نوشت. تراژدی «ارمنوسه» در سال ۱۹۱۰ و تراژدی «امیر خالد ابن ولید» در سال ۱۹۱۲ توسط گروه نمایشی انجمن نجات اجرا شده‌است.
او یکی از اولین اعضای حزب مساوات است که در سال ۱۹۱۱ تأسیس شد.

### امپراتوری عثمانی
یوسف ضیا در سال ۱۹۱۲ به همراه همسرش سنت خانم و پسرش طلعت به امپراتوری عثمانی نقل مکان کرد. در آنجا در مدرسه نظامی تحصیل کرد. او در جنگ‌های بالکان و جنگ جهانی اول شرکت داشته‌است. او داوطلبان آذربایجانی را که در جنگ‌های بالکان می‌جنگیدند رهبری می‌کرد او در ارتش عثمانی به درجه سرهنگی رسیده بود.

### جمهوری خلق آذربایجان
او در سال ۱۹۱۸ همراه با اردوی اسلامی قفقاز برای آزادسازی باکو به آذربایجان آمد. در نبردهای گویچای شرکت کرد.
در ۱۰ ژوئن ۱۹۱۹، در جلسه کمیته دفاع دولتی جمهوری آذربایجان، تصمیم گرفته شد که آموزش نظامی برای کسانی که به سن خدمت سربازی رسیده‌اند، در حوضهٔ شهر باکو و مناطق آن سازماندهی شود. یوسف ضیاء بیگ طالب زاده به عنوان رئیس کمیسیون سازماندهی گروه‌های داوطلب منصوب شد و ماهانه پنج هزار روبل حقوق دریافت می‌کرد. این سازمان که به صورت گروهی از سربازان داوطلب فعالیت می‌کرد وظایف برقراری نظم و آرامش در کشور و جلوگیری از اقدامات غیرقانونی را انجام داده‌است. این هنگ به نام «هنگ امداد داوطلبانه» در ۲۷ مارس ۱۹۲۰ با تصمیم کمیته دفاع دولتی جمهوری آذربایجان تحت کنترل وزارت امور داخلی جمهوری آذربایجان قرار گرفت
در دوران جمهوریت مقالات سیاسی، آموزشی و فرهنگی را در بسیاری از روزنامه‌ها و مجلات، به خصوص در روزنامه «آذربایجان» که ارگان مطبوعاتی حزب «مساوات» بود منتشر کرد.

### نمایندگی عثمانی در آذربایجان ایران

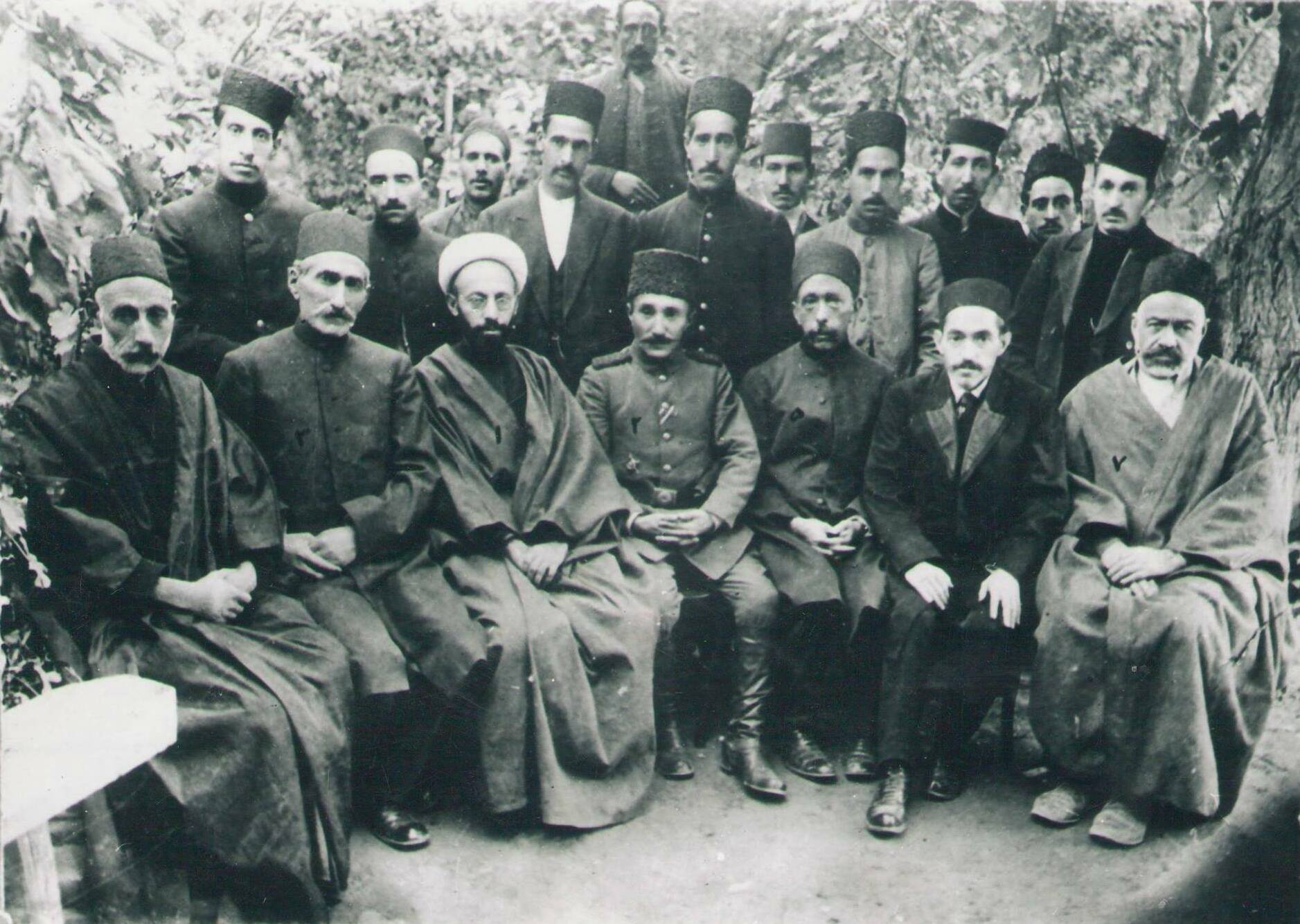
ردیف اول سمت چپ: سومین میرزا علی هیئت. چهارمین یوسف ضیا طالب زاده. تبریز، سال ۱۹۱۹

او در سال ۱۹۱۹ به عنوان رئیس هیئت نمایندهٔ دولت عثمانی به تبریز رفت. او نماینده دولت عثمانی در جمعیت «اتحاد اسلام» بود که توسط میرزا علی هیئت، پدر جواد هیئت، در درگیری بین ارمنی‌ها و آشوری‌ها و مردم آذربایجان و حفاظت از شهرها تأسیس شد.

### جمهوری سوسیالیستی آذربایجان شوروی
پس از حمله ارتش سرخ به جمهوری خلق آذربایجان، وی هنگام تلاش برای عبور از مرز ایران به آذربایجان دستگیر شد. او پس از دستگیری با نریمان نریمانوف ملاقات کرده و از زندان آزاد شد. از فوریه ۱۹۲۱ به عنوان عضوی در کمیته انقلاب نخجوان شروع به کار کرد. او با درجهٔ ژنرالی به عنوان افسر نظامی نخجوان منصوب شد. وی در طول فعالیت‌های خود با گروهک‌های داشناک که در منطقه دست به کشتار و غارت می‌زدند مبارزه کرد. در ماه اکتبر سال ۱۹۲۱ در ترکیب کمیساریای مردمی نخجوان، کمیساریای غذا، زمین، مالی، بهداشت، آموزش، امور داخلی، امور نظامی، بازرسی کارگر-روستایی، امور خارجی مردم، ارتباطات، کار، تجارت داخلی، تأمین اجتماعی، دادگستری، تجارت خارجی، کمیسیون اضطراری، شورای اقتصاد ملی و کمیساریای دادگاه نظامی تشکیل شده بود. یوسف ضیا برای مدت کوتاهی به عنوان کمیسر امور خارجی مردم تعیین شده بود. روابط حسنه او با پاشاهای ترک موجب تقویت امنیت نخجوان شده بود. در بازگشت به باکو در اواخر سال ۱۹۲۲، یوسف ضیا با نریمان نریمانوف ملاقات کرده و اعلام کرده بود که نمی‌خواهد به رژیم شوروی خدمت کند و نمی‌تواند خود را با این ساختار وفق دهد. وی با دریافت سند رسمی از نریمانوف مبنی بر خروج از مرزهای اتحاد جماهیر شوروی، آذربایجان را ترک کرد.

### جنبش باسماچی‌ها
یوسف ضیا طالب‌زاده پس از ترک آذربایجان به ترکستان رفت. در آنجا به همراه انور پاشا و زکی ولیدی طوغان به جنبش باسماچی که علیه بلشویک‌ها می‌جنگیدند پیوست. در ۱۸ می ۱۹۲۳ در یکی از نبردها با ارتش سرخ به شدت مجروح شد. او هنگام تلاش برای عبور از رودخانه آمودریا به همراه همرزمانش غرق شد.
پس از مرگ یوسف ضیاء طالب زاده، یکی از همرزمان او پیراهن و کتاب قرآن او را آورده و به عبدالله شایق تحویل داده‌است. در حال حاضر این قرآن در خانه موزه عبدالله شایق نگهداری می‌شود

## خانوادهٔ او
پدر او آخوند مصطفی طالب‌زاده، معاون ادارهٔ مسلمانان قفقاز بوده‌است
برادر او عبدالله شایق شاعر، نویسنده، آموزگار، درام نویس، مترجم و ادبیات‌شناس آذربایجانی بود.

## آثار
- تحصیل قواعد ۱۹۰۱
- هدیهٔ نسوان ۱۹۰۳
- شرح حال زین‌العابدین تقی‌یف که با ثروت و سخاوتش شناخته می‌شود ۱۹۰۳
- معلم الشریعه ۱۹۰۳، ۱۹۰۸، ۱۹۰۹
- تعلم الشریعه ۱۹۰۴
- حقیقت اسلام ۱۹۰۵
- تاریخ اسلام ۱۹۰۷
- مدرسه‌های روس-مسلمان ۱۹۰۹
- نامه‌های ترکیه ۱۹۱۳